# Pachyramphus minor
Pachyramphus minor là một loài chim trong họ Tityridae.